# 5757 Tichá
5757 Tichá eller 1967 JN är en asteroid i huvudbältet som upptäcktes den 6 maj 1967 av den argentinska astronomn Carlos U. Cesco och den amerikanske astronomen Arnold R. Klemola vid Leoncito Astronomical Complex. Den har fått sitt namn efter den tjeckiske astronomen Jana Tichá.
Asteroiden har en diameter på ungefär 20 kilometer.